# Encephalartos schaijesii
Encephalartos schaijesii — вид голонасінних рослин класу саговникоподібні (Cycadopsida).
Етимологія: вшанування Schaijes, колекціонера саговникоподібних.

## Опис
Стовбур 0.11–0.25 м заввишки, 20–33 см діаметром; 6–13 листків у кроні. Листки 75–120 см завдовжки, синьо-зелені, тьмяні, складаються з 96–117 фрагментів; хребет жовтуватий, прямий, жорсткий; черешок прямий, з 6–12 колючками. Листові фрагменти ланцетні; середні — 12–17 см завдовжки, 14–18 мм завширшки. Пилкові шишки вузькояйцевиді, завдовжки 15–17 см, 4–4,5 см діаметром. Насіннєві шишки 1–2, яйцеподібне, завдовжки 29 см, 15 см діаметром.

## Поширення, екологія
Країни поширення: Демократична Республіка Конго.  Росте на висотах від 1450 до 1500 м над рівнем моря. Цей вид зустрічається в міомбо рідколіссі, де вони ростуть в трав'янистих чагарниках на гірських хребтах і гірських схилах.

## Загрози та охорона
Часті пожежі можуть бути загрозою для цих рослин.